# Chisato Fukushima
Chisato Fukushima (jap. 福島 千里, Fukushima Chisato; * 27. Juni 1988 in Makubetsu) ist eine japanische Leichtathletin, die sich auf den Sprint spezialisiert hat.

## Sportliche Laufbahn
Erste internationale Erfahrungen sammelte Chisato Fukushima im Jahr 2005, als sie bei den Jugendweltmeisterschaften in Marrakesch im 100-Meter-Lauf bis in das Halbfinale gelangte, in dem sie mit 11,95 s ausschied. Auch über 200 Meter schied sie mit 24,87 s im Halbfinale aus und mit der japanischen Sprintstaffel (1000 Meter) erreichte sie in 2:10,66 min Rang sechs. Im Jahr darauf gelangte sie bei den Juniorenweltmeisterschaften in Peking über 100 Meter bis in das Halbfinale und schied dort mit 11,72 s aus, während sie mit der 4-mal-100-Meter-Staffel im Vorlauf disqualifiziert wurde. 2008 schaffte sie über 100 Meter die Qualifikation für die Olympischen Spiele in Peking, bei denen sie aber mit 11,74 s in der ersten Runde ausschied.
2009 erreichte sie bei den Weltmeisterschaften in Berlin das Viertelfinale über 100 Meter und schied dort mit 11,43 s aus, während sie im 200-Meter-Lauf mit 23,40 s im Vorlauf scheiterte. Sie nahm auch mit der japanischen Stafette teil, verpasste dort aber mit 44,24 s den Finaleinzug. Anschließend siegte sie bei den Asienmeisterschaften in Guangzhou in 11,27 s über 100 Meter sowie in 43,93 s auch mit der Staffel. Im Jahr darauf wurde sie beim Continental-Cup in Split in 11,42 s Sechste über 100 Meter und gelangte mit der Staffel nach 44,54 s auf Rang vier. Anschließend nahm sie erstmals an den Asienspielen in Guangzhou teil und siegte dort in 11,33 s über 100 Meter sowie in 23,62 s im 200-Meter-Lauf und sicherte sich zudem in 44,41 s die Bronzemedaille mit der Staffel hinter den Teams aus Thailand und China. 2011 siegte sie dann bei den Asienmeisterschaften in Kōbe in 23,49 s über 200 Meter sowie in 44,05 s auch mit der Staffel. Anschließend erreichte sie bei den Weltmeisterschaften in Daegu über 100 Meter das Halbfinale, in dem sie mit 11,59 s ausschied, wie auch über 200 Meter mit 23,52 s. Mit der Staffel verpasste sie aber in 43,83 s den Finaleinzug. Bei den Leichtathletik-Hallenweltmeisterschaften 2012 in Istanbul stellte sie in der ersten Runde im 60-Meter-Lauf mit 7,29 s einen neuen Landesrekord auf und erreichte damit das Halbfinale, in dem sie aber auf einen Start verzichtete. Im Sommer schied sie bei den Olympischen Spielen in London über 100 Meter mit 11,41 s in der ersten Runde aus, wie auch über 200 Meter mit 24,14 s und auch mit der Staffel reichten 44,25 s nicht für den Finaleinzug.
2013 gewann sie bei den Asienmeisterschaften in Pune in 11,53 s die Silbermedaille über 100 Meter hinter der Chinesin Wei Yongli und belegte über 200 Meter in 23,82 s den vierten Platz. Zudem sicherte sie sich mit der Staffel in 44,38 s die Silbermedaille hinter dem Team aus China. Über 200 Meter startete sie anschließend bei den Weltmeisterschaften in Moskau, bei denen sie mit 23,85 s in der Vorrunde ausschied. Im Jahr darauf nahm sie erneut an den Asienspielen im südkoreanischen Incheon teil und gewann dort in 11,49 s die Silbermedaille über 100 Meter hinter der Chinesin Wei Yongli und über 200 Meter gewann sie in 23,45 s hinter der Kasachin Olga Safronowa und Wei aus China die Bronzemedaille. Auch mit der Staffel sicherte sie sich in 44,05 s die Bronzemedaille hinter den Teams aus China und Kasachstan. Bei den IAAF World Relays 2015 auf den Bahamas wurde sie im Vorlauf disqualifiziert, ehe sie anschließend bei den Asienmeisterschaften in Wuhan in 11,23 s die Goldmedaille über 100 Meter gewann und mit der Staffel in 44,14 s die Silbermedaille hinter dem Team aus China gewann. Ende August erreichte sie bei den Weltmeisterschaften in Peking das Halbfinale über 100 Meter, in dem sie mit 11,32 s ausschied, während sie über 200 Meter mit 23,30 s im Vorlauf scheiterte. 2016 verbesserte sie in Nagoya den japanischen Rekord über 200 Meter auf 22,88 s und qualifizierte sich damit ein drittes Mal in Folge für die Olympischen Spiele in Rio de Janeiro, bei denen sie aber mit 23,21 s in der Vorrunde ausschied.
2018 nahm sie ein weiteres Mal an den Asienspielen in Jakarta teil, schied dort aber über 100 Meter mit 11,99 s in der ersten Runde aus. Im Jahr darauf erreichte sie bei den Asienmeisterschaften in Doha das Halbfinale, in dem sie mit 12,02 s ausschied.
In den Jahren 2008, von 2010 bis 2013 sowie 2015 und 2016 wurde Fukushima japanische Meisterin im 100-Meter-Lauf sowie 2009, von 2011 bis 2013, 2015, 2016 und 2018 auch über 200 Meter.

## Persönliche Bestleistungen
- 100 Meter: 11,21 s (+1,7 m/s), 29. April 2010 in Hiroshima (japanischer Rekord)
  - 60 Meter (Halle): 7,29 s, 10. März 2012 in Istanbul (japanischer Rekord)
- 200 Meter: 22,88 s (+1,8 m/s), 26. Juni 2016 in Nagoya (japanischer Rekord)